# Lista siturilor arheologice din județul Gorj - A
Lista siturilor arheologice din județul Gorj - A conține toate siturile arheologice din județul Gorj înscrise în Repertoriul Arheologic Național (RAN) și aflate în localități al căror nume începe cu litera A. RAN este administrat de Ministerul Culturii și Patrimoniului Național și cuprinde date științifice, cartografice, topografice, imagini și planuri, precum și orice alte informații privitoare la zonele cu potențial arheologic, studiate sau nu, încă existente sau dispărute.
Puteți căuta un sit din localitățile care încep cu litera A folosind formularul de mai jos sau puteți naviga prin toate siturile din județ la Lista siturilor arheologice din județul Gorj.
| Cod RAN                                  | Denumire | Localitate                      | Adresă      | Datare      | Descoperit | Coordonate                                    | Imagine           | Erori            |
| ---------------------------------------- | --- | ------------------------------- | ----------- | ----------- | ---------- | --------------------------------------------- | ----------------- | ---------------- |
| 78481.02.01 (Cod LMI: GJ-I-s-B-09117)    | Așezarea Latene de la Albeni - "La morminți' / ansamblu anonim (Categorie: locuire civilă) (Tip: Așezare)                | sat Albeni, comuna Albeni       | La morminți | geto-dacică |            | 45°01′00″N 23°38′00″E / 45.01667°N 23.63333°E | Încărcați imagine | Raportați eroare |
| 154086.03.01 (Cod LMI: GJ-I-s-B-09118)   | Așezarea medievală de la Albeni - "La biserică" / ansamblu anonim (Categorie: locuire civilă) (Tip: Așezare)             | sat Albeni, comuna Albeni       | La biserică | sec. XVI    |            | 45°01′00″N 23°36′00″E / 45.01667°N 23.6°E     | Încărcați imagine | Raportați eroare |
| 78551.01.01 (Cod LMI: GJ-I-m-A-09119.01) | Situl arheologic de la Alimpești - "Măgura" / ansamblu anonim (Categorie: locuire) (Tip: Așezare)                        | sat Alimpești, comuna Alimpești | Măgura      |             |            | 45°02′00″N 24°33′00″E / 45.03333°N 24.55°E    | Încărcați imagine | Raportați eroare |
| 78551.01.02                              | Situl arheologic de la Alimpești - "Măgura" / ansamblu anonim (Categorie: locuire) (Tip: Necropolă)                      | sat Alimpești, comuna Alimpești | Măgura      |             |            | 45°02′00″N 24°33′00″E / 45.03333°N 24.55°E    | Încărcați imagine | Raportați eroare |
| 78481.01.01 (Cod LMI: GJ-II-m-B-09230)   | Biserica de lemn "Sf. Gheorghe" de la Albeni / ansamblu anonim (Categorie: structură de cult/religioasă) (Tip: biserică) | sat Albeni, comuna Albeni       |             | ante 1970   |            |                                               | Încărcați imagine | Raportați eroare |